# Кларкрейндж (Теннессі)
Кларкрейндж (англ. Clarkrange) — переписна місцевість (CDP) в США, в окрузі Фентресс штату Теннессі. Населення — 596 осіб (2020).

## Географія
Кларкрейндж розташований за координатами 36°11′9″ пн. ш. 85°0′35″ зх. д. / 36.18583° пн. ш. 85.00972° зх. д. (36.185720, -85.009605).  За даними Бюро перепису населення США в 2010 році переписна місцевість мала площу 26,30 км², уся площа — суходіл.

## Демографія
Згідно з переписом 2010 року, у переписній місцевості мешкало 575 осіб у 229 домогосподарствах у складі 168 родин. Густота населення становила 22 особи/км².  Було 274 помешкання (10/км²).
Расовий склад населення:
| - 99,7 % — білих |

До двох чи більше рас належало 0,2 %. Частка іспаномовних становила 1,2 % від усіх жителів.
За віковим діапазоном населення розподілялося таким чином: 25,2 % — особи молодші 18 років, 59,5 % — особи у віці 18—64 років, 15,3 % — особи у віці 65 років та старші. Медіана віку мешканця становила 38,7 року. На 100 осіб жіночої статі у переписній місцевості припадало 92,3 чоловіків;  на 100 жінок у віці від 18 років та старших — 91,1 чоловіків також старших 18 років.
Середній дохід на одне домашнє господарство  становив 38 063 долари США (медіана — 43 459), а середній дохід на одну сім'ю — 41 175 доларів (медіана — 43 808). За межею бідності перебувало 10,0 % осіб, у тому числі 5,7 % дітей у віці до 18 років та 20,7 % осіб у віці 65 років та старших.
Цивільне працевлаштоване населення становило 285 осіб. Основні галузі зайнятості: освіта, охорона здоров'я та соціальна допомога — 30,9 %, виробництво — 30,5 %, транспорт — 13,3 %, будівництво — 7,0 %.